# Olasz férfi kézilabda-válogatott
Az olasz férfi kézilabda-válogatott Olaszország nemzeti csapata, melyet az Olasz Kézilabda-szövetség (olaszul: Federazione Italiana Giuoco Handball) irányít.
A kézilabda Olaszországban nem számít túlságosan népszerű sportnak, így ennek következtében nem tartozik a legerősebb kézilabda nemzetek közé.
Az 1997-es világbajnokságon szerepelt először nemzetközi tornán és a 18. helyet szerezte meg. Az 1998-as Európa-bajnokságnak pedig házigazdája volt és így automatikusan részt vett a tornán, ahol a 11. helyen végzett.

## Eredmények nemzetközi tornákon

### Világbajnokság
- 1997: 18. hely
- 2025: 16. hely

### Európa-bajnokság
- 11. hely: 1998

## Külső hivatkozások
- Az olasz kézilabda-szövetség hivatalos honlapja.